# Vessel (Twenty One Pilots)
Vessel è il terzo album in studio del duo musicale Twenty One Pilots, pubblicato l'8 gennaio 2013 dalla Fueled by Ramen.
Nel 2019 diventa il secondo album nella storia della musica (dopo il suo successore Blurryface) a essere riuscito a ottenere la certificazione di disco d'oro negli Stati Uniti per ogni singola traccia in esso contenuta.

## Descrizione
Il disco si compone di dodici brani, sei dei quali erano già contenute nel precedente album Regional at Best e per l'occasione registrati nuovamente. L'edizione deluxe dell'album presenta quattro bonus track, tutte già presenti in Regional at Best; solo il singolo in esclusiva per il Giappone Lovely è stato registrato nuovamente.
La copertina del disco consiste in una foto dei nonni paterni dei membri del gruppo Tyler Joseph e Josh Dun.

## Tracce
Testi e musiche di Tyler Joseph.
1. Ode to Sleep – 5:08
2. Holding on to You – 4:23
3. Migraine – 3:59
4. House of Gold – 2:43
5. Car Radio – 4:27
6. Semi-Automatic – 4:14
7. Screen – 3:49
8. The Run and Go – 3:49
9. Fake You Out – 3:51
10. Guns for Hands – 4:33
11. Trees – 4:27
12. Truce – 2:22

Tracce bonus nell'edizione deluxe
1. Glowing Eyes – 4:26
2. Kitchen Sink – 5:34
3. Lovely – 4:18
4. Forest – 4:06

Tracce bonus nelle edizioni coreana e giapponese
1. Holding on to You (Live at LC Pavillion)
2. Car Radio (Live at LC Pavillion)
3. Trees (Live at LC Pavillion)
4. Guns for Hands (Live at LC Pavillion)
5. Ode to Sleep (Live at Newport Music Hall)
6. Forest (Live at Newport Music Hall)

## Formazione
Twenty One Pilots
- Tyler Joseph – voce, ukulele (tracce 4 e 7), pianoforte, tastiera, programmazione, basso (tracce 1-3, 5-11), chitarra (tracce 1-3, 5, 10), keytar (traccia 9), organo (traccia 8)
- Josh Dun – batteria, percussioni, cori (traccia 10)

Altri musicisti
- Greg Wells – tastiera, sintetizzatore, programmazione

Produzione
- Greg Wells – produzione, missaggio
- Ian McGregor – ingegneria del suono
- Howie Weinberg – mastering
- Dan Gerbarg – mastering

## Successo commerciale
Nonostante le discrete vendite nel suo anno di uscita, Vessel ha riscosso maggior successo commerciale due anni dopo, nel 2015, all'uscita del successivo album della band Blurryface. Nel 2019 tutte le tracce dell'album risultano certificate dalla RIAA almeno disco d'oro per i numerosi download e streaming singoli ricevuti, rendendo l'album il secondo nella storia discografica a raggiungere tale risultato dopo Blurryface.

## Classifiche

### Classifiche settimanali
| Classifica (2013-21)      | Posizione massima |
| ------------------------- | ----------------- |
| Australia                 | 51                |
| Belgio (Fiandre)          | 95                |
| Belgio (Vallonia)         | 123               |
| Canada                    | 29                |
| Corea del Sud             | 83                |
| Finlandia                 | 49                |
| Francia                   | 92                |
| Giappone                  | 62                |
| Grecia                    | 30                |
| Irlanda                   | 24                |
| Italia                    | 91                |
| Nuova Zelanda             | 16                |
| Paesi Bassi               | 53                |
| Regno Unito               | 39                |
| Stati Uniti               | 21                |
| Stati Uniti (alternative) | 4                 |
| Stati Uniti (rock)        | 6                 |
| Svezia                    | 60                |

### Classifiche di fine anno
| Classifica (2015)  | Posizione |
| ------------------ | --------- |
| Stati Uniti        | 119       |
| Classifica (2016)  | Posizione |
| Stati Uniti        | 38        |
| Classifica (2017)  | Posizione |
| Stati Uniti        | 74        |
| Stati Uniti (rock) | 12        |
| Classifica (2018)  | Posizione |
| Stati Uniti        | 77        |
| Stati Uniti (rock) | 6         |
| Classifica (2018)  | Posizione |
| Stati Uniti (rock) | 72        |